# Rude boy

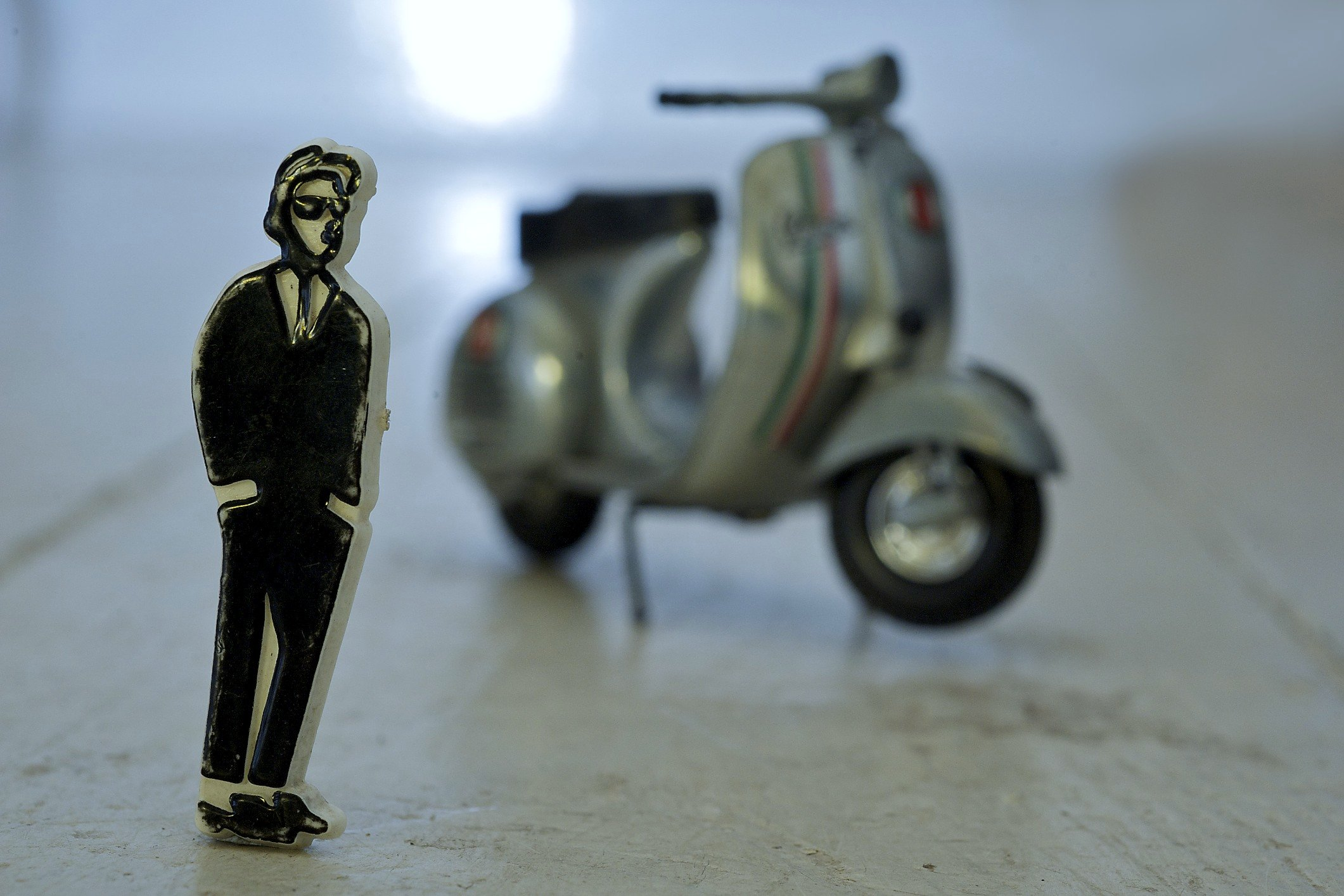
Rude boy

Rude boy, rudeboy, rudie, rudi ou rudy é um termo usado para designar os delinquentes juvenis e criminosos na Jamaica nos anos 60, e desde então tem sido usado em outros contextos. No final dos anos 70, durante o revival do ska na Inglaterra, chamado de 2 Tone, os termos rude boy, rude girl e outras variações foram usados para denominar os fãs desse gênero musical, e essa nova definição continuou a ser usada na subcultura da terceira onda do ska. No Reino Unido, nos anos 2000, os termos rude boy e rude girl têm sido usados para se referir a pessoas que estão envolvidas na cultura de rua, similar à gangsta ou badman.
Os primeiros rude boys, nos anos 60, eram associados com as mais pobres camadas da sociedade de Kingston, na Jamaica, onde o ska e o rocksteady eram os gêneros musicais mais populares. Eles se vestiam na última moda nos salões de dança e nas ruas. Muitos desses rude boys passaram a vestir ternos, chapéus "pork pie" ou "trilby" e suspensórios, inspirados pelos filmes de gangsters norte-americanos, pelos músicos de jazz e pelos artistas de soul.
Nessa época, rivalidades entre os jovens jamaicanos às vezes encontravam nos operadores de sistemas de som uma forma temporária de resolver conflitos nas competições de dança (originando o termo dancehall crashers). Essa e outras formas de violência das ruas faziam parte do estilo de vida dos rude boys, e deu origem à uma cultura de gangues políticas violentas na Jamaica.
Com a diáspora jamaicana crescendo no Reino Unido durante os anos 60, a moda e a música dos rude boys, assim como a mentalidade da gangue, teve uma forte influência na subcultura skinhead.